# Camellia chrysanthoides
Camellia chrysanthoides är en tvåhjärtbladig växtart som beskrevs av Hung T. Chang. Camellia chrysanthoides ingår i släktet Camellia och familjen Theaceae. Inga underarter finns listade i Catalogue of Life.